# Amblyjoppa fuscipennis

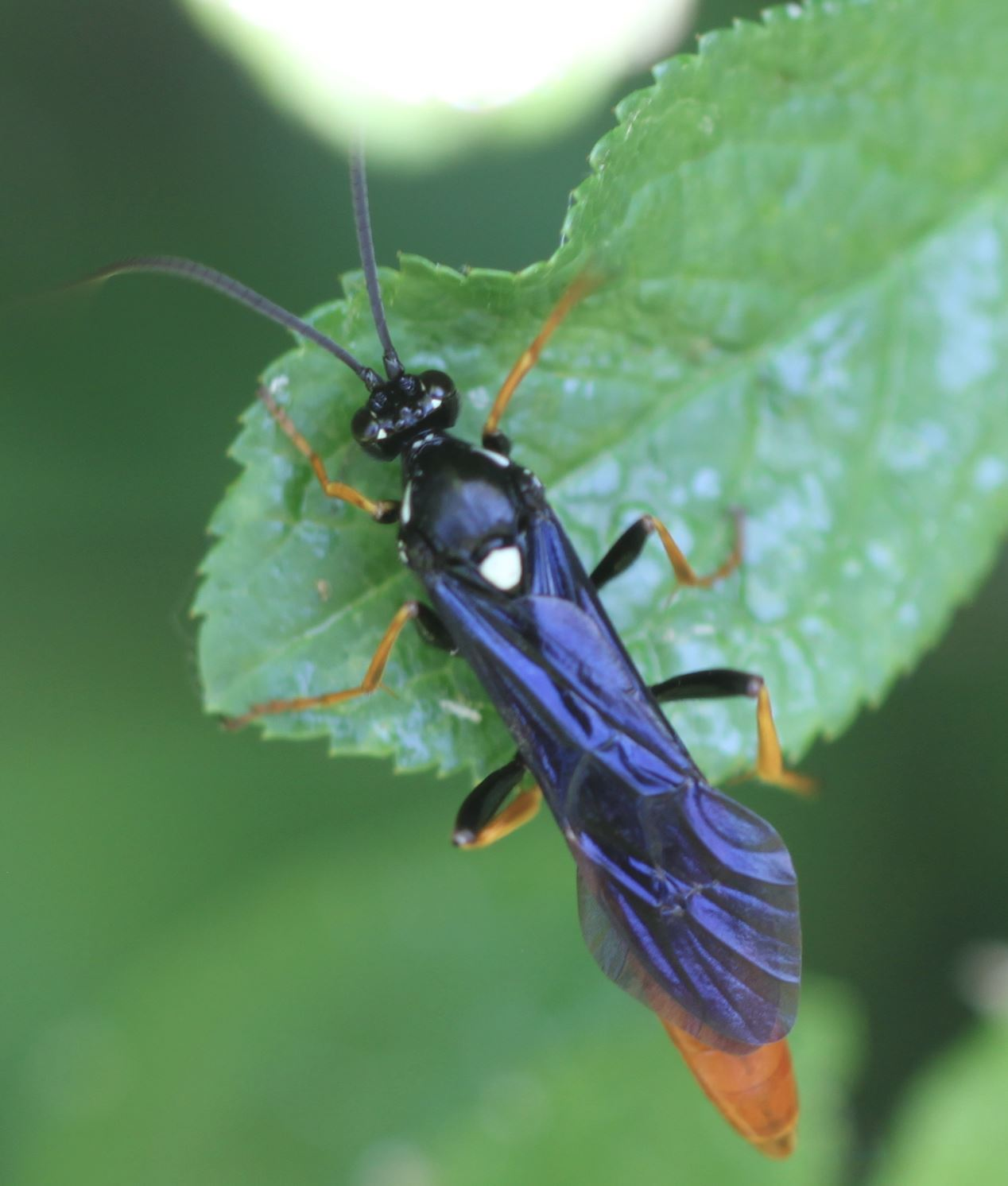
Amblyjoppa fuscipennis, Männchen

Amblyjoppa fuscipennis ist eine Schlupfwespe aus der Unterfamilie der Ichneumoninae. Das Artepitheton fuscipennis leitet sich aus dem Lateinischen ab und bedeutet „dunkle Flügel“.

## Merkmale
Die relativ großen Schlupfwespen erreichen eine Größe von 16–25 mm. Kopf, Thorax, Propodeum und Petiolus sind schwarz. Das Schildchen ist cremefarbig. An den Seiten des Thorax verläuft eine weiße Strichzeichnung. Am Flügelansatz befindet sich ein weißer Fleck. Der Gaster ist orange. Coxae, Trochanter und Femora sind schwarz. Tibien und Tarsen sind rotgelb. Die Flügel schimmern dunkelblau. Das Flügelmal ist orange.
Bei den Männchen sind die Fühler schwarz. Oberhalb der Augen befindet sich bei den Männchen jeweils ein weißer Fleck.
Die Weibchen ähneln den Männchen. Auf der Oberseite der Fühler befindet sich jedoch auf etwa halber Länge ein weißer Abschnitt. Außerdem befindet sich auf der Innenseite der Augen eine breite weiße Strichzeichnung.

## Verbreitung
Die Art kommt in weiten Teilen Europas vor. Auf den Britischen Inseln ist die Art vertreten. Im Norden reicht das Vorkommen bis nach Skandinavien. Ihr Vorkommen reicht im Süden bis nach Nordafrika, im Osten bis in den Mittleren Osten (Iran).

## Lebensweise
Die Schlupfwespen beobachtet man von Juni bis August. Man findet sie häufig in Heckenbiotopen. Die Art ist ein koinobionter Endoparasitoid verschiedener Schwärmer. Zu diesen zählt der Ligusterschwärmer (Sphinx ligustri), das Taubenschwänzchen (Macroglossum stellatarum), der Kleine Weinschwärmer (Deilephila porcellus), der Mittlere Weinschwärmer (Deilephila elpenor), der Hummelschwärmer (Hemaris fuciformis) sowie der Totenkopfschwärmer (Acherontia atropos). Die Weibchen belegen die Raupen mit jeweils einem Ei. Die geschlüpfte Larve entwickelt sich in ihrem Wirt und verpuppt sich schließlich innerhalb der Wirtspuppe, in der sie auch überwintert, bevor sie im folgenden Spätfrühjahr aus dieser schlüpft.

## Taxonomie
Synonyme der Art sind:
- Amblyteles fuscipennis Wesmael, 1845
- Calajoppa fuscipennis (Wesmael, 1845)